# Греков Анатолій Петрович
Анатолій Петрович Греков (нар.13 березня 1929, м. Харків) — професор, доктор хімічних наук, лауреат премії ім. Л. В. Писаржевського НАН України, академік Української технологічної академії, заслужений діяч науки і техніки України (1990 р.), лауреат Державної премії України в галузі науки і техніки (1981 р.) та премії імені Л. В. Писаржевського НАН України.

## Біографії
Анатолій Петрович Греков народився 13 березня 1929 р. у м. Харків. Середню освіту здобув у 1948 р. у М. Берліні (Німеччина), де одержав хороші знання з хімії. З 1948 до 1953 р. навчався на хімічних факультетах Київського та Харківського державних університетів і працював лаборантом. У 1953 р. А. П. Греков одержав диплом хіміка за спеціальністю «органічна хімія» і був зарахований лекційним асистентом на кафедру органічної хімії Харківського Державного університету. Ще студентом, А. П. Греков під керівництвом академіка НАН України Л. М. Литвиненка почав займатися науковою діяльністю, в результаті якої була виконана і успішно захищена у 1957 р. Дисертаційна робота за темою «Вплив загальмованого внутрішнього обертання на реакційну здатність в ряду амінопохідних біфенілу» на здобуття вченого звання кандидата хімічних наук. У 1959 р. йому присвоєно вчене звання старшого наукового співробітника за спеціальністю «органічна хімія». З 1956 р. був одним з організаторів створення Харківського філіалу Всесоюзного науково-Дослідного інституту хімічних реактивів, Пізніше цей філіал був перейменований в Інститут монокристалів і далі увійшов у систему Національної академії наук. У цей період наукової діяльності А. П. Греков очолював лабораторію синтезу сцинтиляційних матеріалів, Де за короткий час були синтезовані і впроваджені в промисловість високоефективні рідинні сцинтилятори. З січня 1961 р. А. П. Греков почав працювати в Інституті хімії полімерів і мономерів АН УРСР старшим науковим співробітником у відділі хімії
полімерів. Отримані ним результати досліджень були викладені у дисертаційній роботі за темою «Дослідження в області органічних похідних
гідразину» на здобуття вченого звання доктора хімічних наук, яку успішно захистив у 1970 р. за спеціальністю «органічна хімія». У 1972 р. А. П. Грекову присвоєно вчене звання професора за спеціальністю «хімія високомолекулярних сполук». У 1970 р. було створено лабораторію гідразинвмісних полімерів для вирішення питань, пов'язаних із синтезом полімерів на основі гідразину та його похідних, яку очолив А. П. Греков.
У тому ж році під керівництвом А. П. Грекова було організовано лабораторію тідразинвмісних полімерів з метою вирішення питань, пов"яза-
них із синтезом полімерів на основі гідразину та його похідних. У 1972 р. на базі лабораторії був створений відділ гетероланцюгових
полімерів, яким він керував до квітня 1999 р.

## Науковий доробок
Основними науковими напрямами відділу, яким керував Анатолій Петрович, були наукові основи синтезу та методи отримання поліадиційних полімерів у водних та органічних середовищах. У результаті багаторічної дослідницької роботи були створені нові лінійні полімерні матеріали з комплексом цінних властивостей, зокрема поліуретаносемікарбазиди, які знайшли застосування при виготовленні м"якої штучної шкіри та плівкових матеріалів багатоцільового призначення. На основі досліджень стійкості плівкових матеріалів були розроблені багатошарові полімерні матеріали, призначені для засобів індивідуального захисту людини від дії хімічноагресивних речовин, зокрема сильних окиснювачів, плівкові та декоративно-облицювальні матеріали, а також захисні та антикорозійні еластичні покриття. Досліджено процес комплексоутворення поліуретанових систем з неорганічними солями та розчинними комплексами деяких перехідних металів. Отримані медифіковані поліуретани мають комплекс спеціальних властивостей, у тому числі чутливість до дії УФ-опромінення, що супроводжується зміною забарвлення. Проведені фундаментальні дослідження теоретичних основ створення водних дисперсій поліуретанових йономерів із заданими властивостями та показана можливість спрямованого регулювання їхніх фізико-хімічних і механічних властивостей відповідним підбором вихідних компонентів, подовжувача макроланцюга та протонуючого агента. Це дало змогу вперше у нашій країні організувати Дослідне виробництво поліуретанових водних дисперсій з широким діапазоном властивостей. Цей новий перспективний напрям полімерної хімії дає можливість вирішити проблему захисту навколишнього середовища, організувати на основі поліуретанових дисперсій безвідходні технології, забезпечивши тим самим високий рівень техніки безпеки технологічного процесу і покращання умов праці на виробництві.

## Премії та нагороди
А. П. Греков — лауреат Державної премії України в галузі науки і техніки та премії імені Л. В. Писаржевського НАН України (1987 р.), нагороджений медалями СРСР, почесними грамотами НАН України. За багаторічну плідну наукову та науково-організаційну роботу в області хімії високомолекулярних сполук і значний внесок у прискорення науково-технічного прогресу, підготовку наукових кадрів і активну участь у суспільному житті А. П. Грекову присвоєно почесні звання «Заслужений Діяч науки і техніки України», «Кращий винахідник НАН України», «Винахідник СРСР», він нагороджений 5 медалями ВДНГ СРСР. А. П. Греков, як видатний діяч науки, одержував Державну стипендію Президента України. А. П. Греков — академік Української Технологічної академії та її співзасновник, був її першим віце-президентом.

## Список основних наукових публікацій
А. П. Греков — автор понад 500 наукових праць, у тому числі 110 авторських свідоцтв СРСР і патентів України, 4 монографій, понад 200
Доповідей на вітчизняних і Міжнародних конференціях. Серед його учнів 3 доктори та 20 кандидатів хімічних наук.
Список статей в базі Scopus та google scholar
Покажчик друкованих праць Грекова А.П.

### Монографії
- 1. А. П. Греков Органічна хімія гідразину. — Київ: Техніка, 1966. — 236. с.
- 2. А. П. Греков, С. А. Сухорукова. Полімери на основі гідразину. — Київ: Наук. думка, 1976. — 216. с.
- 3. А. П. Греков, В. Я. Веселов. Фізична хімія гідразину.- Київ: Наук. думка, 1979. — 264. с.
- 4. А. П. Греков, Г. В. Отрошко. Гідразинометрія.- Київ: Наук. Думка, 1981.- 260. с.

### Статті
- 1. Grekov, A. P., & Veselov, V. Y. (1978). The α-effect in the chemistry of organic compounds. Russian Chemical Reviews, 47(7), 631—648. α-Эффект в химии органических соединений
- 2. Savelyev, Y. V., Akhranovich, E. R., Grekov, A. P., Privalko, E. G., Korskanov, V. V., Shtompel, V. I., Kanapitsas, A. (1998). Influence of chain extenders and chain end groups on properties of segmented polyurethanes. I. Phase morphology. Polymer, 39(15), 3425-3429. https://doi.org/10.1016/S0032-3861(97)10101-X
- 3. Veselov, V. Y., Savelyev Yu, V., & Grekov, A. P. (1993). Polymeric sorbents of metal ions based on crown ethers and their linear analogs. Compos Polym Mater 55: 3–31